# Grant (Minnesota)
Grant – miasto w Stanach Zjednoczonych, w stanie Minnesota, w hrabstwie Washington.